# 阿赫利阿拉伯医院爆炸事件
2023年10月17日，加薩的阿赫利阿拉伯医院院内的停车场在以色列—哈馬斯戰爭期间被炸，事發時院內有數百名傷者，以及大批到醫院避難的民眾。轰炸发生之后，由伊斯兰抵抗运动（哈马斯）实际控制的加沙衛生部指死亡人數超過500人，后加沙卫生部修改遇难者人数为471人，并有342人在轰炸中受伤。
爆炸的原因存在爭議。哈马斯及以色列互相指摘是對方所為。在当地组织救援的加沙卫生部指，是以軍空襲炸中醫院；以色列和美国否認此說法，反稱是「巴勒斯坦伊斯兰圣战运动」（傑哈德）發射火箭攻擊以色列城市海法失敗，其中一枚火箭失靈而誤中醫院停车场，但傑哈德否認涉事。對於爆炸是由以軍空襲還是從加沙境內發射的火箭造成的，军事專家尚未達成共識。

## 医院背景
阿赫利阿拉伯医院由英格兰教会的英国海外传道会创建，自1882年开始运营，1954年至1982年间由美南浸信會的医疗传教会管理。1980年代，医院移交聖公會耶路撒冷教區管理，成為非宗派醫院，主要由聖公會和歐盟資助。醫院共有約80張床位，是加沙地帶唯一的基督教醫院。
2023年10月13日，以色列發布加沙地帶北部全面撤離令，阿赫利阿拉伯医院接收了数百名流离失所人士，以应对加沙日益严重的人道主义危机。根據坎特伯雷大主教賈斯汀·韋爾比的聲明，医院曾在10月14日稍晚时份遭到以色列火箭弹攻击，造成四名工作人员受伤。數千名因加薩北部撤離而流離失所的人在阿赫利阿拉伯醫院尋求庇護，以避免以色列的空襲。醫院收容了約6,000名流離失所者，其中約1,000人住在醫院庭院內 。
在10月14日，醫院當時收容了約6,000名流離失所人士；醫院遇襲後，許多人逃離醫院，只剩1,000人仍然留在醫院中。
在爆炸发生前一天的10月16日，以色列国防军命令位于加沙北部的21所医院撤离所有人员，當中包括阿赫利阿拉伯医院。由于加沙南部的医院没有足够的病床，難以接纳大量伤者转移，因此當地医院并未听从以色列军方的命令。有当地医生表示，向南撤離的道路已经被空袭过后的废墟堵死，已不可能转移病人，尤其是新生儿们和需要呼吸机的病人们。
在阿赫利阿拉伯医院發生爆炸事件前，世界衛生組織曾表示，以色列對加薩衛生設施發動了51次攻擊，造成15名醫院工作人員死亡、27人受傷 。

## 爆炸经过与责任方
首次公開報告爆炸發生時間，為晚上約7時20分。
爆炸造成的死亡人數以及爆炸的原因都沒有得到獨立核實。加沙卫生部指责以色列军方对医院发动空袭，并初步统计，爆炸造成500人当场死亡。希法医院院長報告稱，大約有350名傷者被救護車和私家車送到希法醫院。

### 加拿大聲稱
加拿大國防部表示，根據對公開資料和機密報告的分析，對醫院的襲擊更有可能是從加沙發射的一枚火箭炮誤炸造成。加拿大表示，根據醫院建築群爆炸損壞情形，包括鄰近建築物和醫院周圍地區的受損情況，以及來襲火箭炮的飛行模式，綜合分析得出結果。

### 英國聲稱
英國首相蘇納克2023年10月23日首次指出，經情報單位和武器專家研析，英國政府判斷醫院爆炸「可能」是由發射自加薩、往以色列方向前進的飛彈造成。

### 法國聲稱
法国军事情报局（DRM）星期五（2023年10月20日）召开记者会说，阿赫利阿拉伯医院爆炸的撞击坑太小，不可能是以色列导弹造成的。法国军事情报局发言人说：“没有任何证据可以证明这是以色列的袭击……最大的可能性是，一枚5公斤的巴勒斯坦火箭弹引发了爆炸。”他补充说，巴勒斯坦武装组织使用类似小口径的火箭弹。

### 加沙走廊聲稱
加沙衛生部副部長優素福·阿布·里什(Yousef Abu al-Rish)表示，以色列向阿赫利醫院發射了2枚炮彈。最初的炮擊發生在10月14日晚上，之後以色列軍隊打電話要求醫院人員和病人撤離。以色列軍方說，當初的射擊只是一個“敲屋顶”警告。

### 以色列聲稱
以色列国防军随后否认为这起空袭负责，并表示情報顯示「巴勒斯坦伊斯兰圣战运动」其中一支火箭錯誤炸中醫院，事發時以軍沒有在醫院周邊進行空襲，擊中醫院的火箭也不符合以軍軍備。以色列称截获了当地武装分子之间的谈话，是巴勒斯坦圣战组织自己导致的爆炸。

### 美國聲稱
美國總統拜登和以色列總理納坦雅胡會談期間聲稱加薩醫院遭遇襲擊似乎是另一群人所為，隨後拜登表示，根據美国国防部的情資，這似乎是加薩恐怖團體火箭射偏的結果。美国参议院情报委员会在檢視相關情報後，也贊同拜登的看法。

## 各方反应

### 巴勒斯坦（约旦河西岸）
巴勒斯坦权力机构主席马哈茂德·阿巴斯形容事件是大屠殺，宣布巴方哀悼三天，并取消与美国总统乔·拜登的会晤计划。巴勒斯坦武裝組織哈马斯譴責事件是戰爭罪行。

### 以色列
以色列总理内塔尼亚胡譴責事件是「加沙的野蠻恐怖分子發動，不是以軍」。以色列国防军声称哈马斯应该为“失败的火箭发射”而导致的医院爆炸负责，又表示是傑哈德誤炸阿赫利阿拉伯醫院。但傑哈德否認這一指控。
以色列國防軍公佈一段錄音，據稱攔截到兩名哈馬斯武裝分子之間的電話對話，其討論傑哈德對加沙發動火箭襲擊失敗而誤中一家醫院的事。以色列國防軍發言人丹尼爾·哈加里少將批評媒體迅速傳播哈馬斯對死亡人數的「未經證實說法」，稱哈馬斯在事件發生後如此迅速地準確確定傷亡數字是不可信的。

### 其他國家
约旦外交部發聲明強烈譴責，批評以色列要為此負上責任，並宣布取消與美國總統拜登就加沙人道危機進行會談，要求美國不要訪問約旦。數十名示威者衝擊以色列駐約旦大使館，期間有人縱火，安全部隊施放催淚氣體驅散。
埃及、伊朗和土耳其总统埃尔多安也谴责了这次袭击。大批支持巴勒斯坦的民眾聚集在以色列駐伊斯坦布爾領事館，他們認為以色列的所作所為是戰爭罪行，有示威者一度嘗試闖入領事館。當地的美國領事館同樣遭示威者包圍抗議，示威者指控美國是以色列的幫凶。兩個美軍位於伊拉克的基地遭無人機襲擊，聯軍部隊有人員受輕傷。
爆炸恰逢美國總統拜登计划访问以色列前一日，他随即表示對袭击感到「震怒」及「悲痛」，並指示手下國安團隊蒐集相關消息釐清事發經過。18日，在以色列当地的的记者会上，拜登表示美国政府不认为是以色列国防军空袭了医院，而是第三方所为。美國首都華盛頓有示威者在美國國會外集會，要求以色列停止攻擊加沙，促請美國政府呼籲以色列停火。部分人其後進入其中一座大樓坐下叫口號，遭警衛帶走。
拉姆安拉和约旦河西岸其他城市爆發对巴勒斯坦民族权力机构的抗议，导致警方使用催泪瓦斯和眩晕手榴弹试图驱散抗议者。
大批示威者舉起巴勒斯坦旗幟到美國駐黎巴嫩大使館外示威。有人企圖跨過圍欄，與警方發生衝突。
德國柏林有人向猶太教堂投擲汽油彈，其後被警方制服帶走。

### 國際組織
联合国秘书长古特雷斯形容事件可怕，又稱醫院及醫護人員應受國際人道法保護。联合国人权事务高级专员福尔克尔·蒂尔克稱，事件死者包括病人家屬及醫護人員，「最脆弱的人再次受害，完全不能接受」，並堅稱必須究責。歐盟高峰會主席米歇尔批評，襲擊平民設施違反国际法。非洲联盟委员会主席穆萨·法基指控以色列犯下「战争罪」，並要求國際社會採取行動。
2023年11月26日，人权观察（Human Rights Watch)表示于阿赫利阿拉伯医院发生的爆炸是由火箭推进弹药造成的，而火箭弹是巴勒斯坦武装团体常用的弹药。哈马斯指责这个结论偏护以色列，而以色列表示在爆炸两天后以方就得知的事实直到一个多月後有關組織才报告給世界。
2024年2月15日，由英国伦敦大学金匠学院发起的法证建筑组织（Forensic Arquitecture）发布关于发生在阿赫利阿拉伯医院的爆炸的独立调查报告。 该报告采用3D立体弹道轨迹分析方法，驳斥了以色列国防军发言人指称半岛电视台直播画面中出现的空中导弹是由加沙方面射出，并误击阿赫利阿拉伯医院的说法；该导弹应为以色列方面发射的拦截导弹，以色列国防军指控哈马斯轰炸医院的证据不实。
该报告进一步驳斥了以色列国防军的对哈马斯“火箭弹燃料泄漏而导致火箭掉落在阿赫利阿拉伯医院，爆炸是由火箭弹弹头与残余燃料造成的”指控。该报告分析了另一项纪录了爆炸发生前从以色列方面拍摄到的疑似哈马斯发射火箭弹的公开证据，并指出，视频中一共发射的所有 17 枚火箭在阿赫利阿拉伯医院以西约4千米处的1千米的高度停止燃烧，并以相当的速度行进了相当的距离，均在约1.8-2千米和500-630米之间。火箭弹燃烧时的距离和速度与哈马斯或巴勒斯坦伊斯兰圣战运动通常使用的Arash或Grad火箭一致。燃烧时的速度和距离表明，所有 17 枚火箭中的推进剂在飞行途中已完成燃烧；而一旦火箭的推进剂开始燃烧，在燃料箱内仍残余燃料的情况下，火箭停止燃烧而失效的几率较小。故于阿赫利阿拉伯医院发生的爆炸究竟由何方造成仍然需要进一步客观调查。

### 媒體觀點
根据英国卫报起初的报道，認為若真有如宣稱那樣500死的爆炸，該爆炸物所造成的破坏威力显然远超哈马斯武装所具备的火力。半岛电视台起初表示元凶就是以色列国防军，但随后表示自己无法独立核实相关情况。爆炸发生后不久，以色列记者哈纳尼亚·纳夫塔利发了一条推特，表示以军对加沙的一家医院发动了空袭，成功击毙了医院里的恐怖分子，并谴责了哈马斯将医院和学校作为发射火箭弹的基地，利用平民作为肉盾的行为。但之后他删除了这条推特，发布新推文将矛头对准加沙当地杰哈德武装。
次日早晨照片陸續被刊出，BBC援引專家的說法認為破壞不如想像的大，建築窗戶完整與醫院未倒塌，有些汽車未受損，也沒有深彈坑，這些因素與以色列以往空襲並不相符。
以色列国防军17日在推特上公布几段影片，表示这是吉哈德火箭弹掉在了当地医院造成爆炸，造成死难的证据，事发时半岛电视台恰好有一台流媒体摄影机从远处对着加沙城区，记录下高空有一枚火箭弹被拦截，随后不久地面上出现一大一小两处爆炸点，大的一处就是遭到空袭的医院。根据半岛电视台的事实查证，为何会有两处爆炸，既然火箭弹被拦截，为何爆炸当下会被记录到呼啸而过的导弹引擎发出的尖啸，专家还在对其进行研究。